# ウーマンラッシュアワー村本大輔のオールナイトニッポン
『ウーマンラッシュアワー村本大輔のオールナイトニッポン』（ウーマンラッシュアワーむらもとだいすけのオールナイトニッポン）は、2015年7月6日から2016年3月21日まで、ニッポン放送で放送されていたラジオ番組である。ウーマンラッシュアワーの村本大輔がパーソナリティを務めた。

## 概要
4年半続いた『ゴールデンボンバー鬼龍院翔のオールナイトニッポン』の後続番組として、スタート。
2015年6月12日にゲストに出演した『ナインティナイン岡村隆史のオールナイトニッポン』の番組内で発表された。『ナインティナインのオールナイトニッポン』が終了する際に、1時から3時にかけての『1部』といわれる枠に意欲を見せていた村本にとっては悲願の達成となる。
リスナーからのネタやメッセージは読まず、村本自身のトークだけで2時間放送するというスタイルを貫いた。
2015年9月28日からはNOTTVのNOTTV1でも本番組が放送されている。
2016年3月21日をもって終了。

## 放送時間
- 月曜 25:00-27:00

## パーソナリティ
- 村本大輔（ウーマンラッシュアワー）

## スペシャルウィークの企画
- 2015年8月24日（第7回）村本大復讐祭！
- 2015年10月19日（第15回）話題のニュースを村本節で一刀両断！今夜の生け贄は誰だ！？秋の時事ネタ収穫祭！
- 2015年12月14日（第23回）村本責任編集！今年最後の大スクープ！とんでもない新作スキャンダルを電波に乗せてあとが知らん顔して年越しますSP
- 2016年2月15日（第30回）村本改心、もう誰も傷つけない！今夜限りで…SP！！

## スタッフ
- 構成：奥田泰、中川久嘉
- ディレクター：蔵持正

## 代理番組
最初から特別番組として放送されるケースと、村本が夏休み、冬休みで休む時に代役として起用されるケースがある。
- 2015年7月20日 - オールナイトニッポン 映画『HERO』スペシャル
- 2015年12月28日 - オールナイトニッポン ぶっとおしライブ LIVE FOR ONAIR2015（Shiggy Jr.・Czecho No Republic・LAMP IN TERREN・吉澤嘉代子・SANABAGUN.）[7]
- 2016年1月4日 - 欅坂46[8]